# Brenthis brunnea
Brenthis brunnea är en fjärilsart som beskrevs av Gussich 1917. Brenthis brunnea ingår i släktet Brenthis och familjen praktfjärilar. Inga underarter finns listade i Catalogue of Life.